# Давыдов, Сергей Степанович
Сергей Степанович Давыдов (12 (25) октября 1907 года — 5 августа 1945) — советский лётчик-бомбардировщик морской авиации, участник Великой Отечественной войны, Герой Советского Союза (22.07.1944). Гвардии майор (16.01.1945). 

## Биография
Сергей Давыдов родился 25 октября 1907 года в городе Камышине (ныне — Волгоградская область) в рабочей семье. Получил неоконченное среднее образованием, работал в Саратове на обувной фабрике. 
В ноябре 1929 года был призван на срочную службу в Рабоче-крестьянский Красный Флот. Был направлен на Морские силы Балтийского моря, служил краснофлотцем в Балтийском флотском экипаже, с января 1930 года был рулевым линейного корабля «Октябрьская революция». В ноябре 1931 года по личному желанию был направлен на учёбу на морского лётчика. В 1932 году вступил в ВКП(б).
В 1933 году он окончил Ейскую Военную школу морских лётчиков и лётчиков-наблюдетелей имени И. В. Сталина в 1933 году, затем курсы штурманов этой же авиашколе в 1934 году. С августа 1934 года служил в ВВС Амурской военной флотилии: старший лётчик-наблюдатель, штурман звена и штурман отряда 110-й авиационной бригады. С июля 1938 по декабрь 1940 года служил в 117-м авиационном полку ВВС ВМФ на Дальнем Востоке: штурман эскадрильи и флагманский штурман эскадрильи. Затем направлен на учёбу и в июле 1941 года окончил курсы штурманов при Военно-морском авиационном училище имени С. А. Леваневского.
После пребывания в распоряжении командующего ВВС Балтийского флота в октябре 1941 года был зачислен в 73-й бомбардировочный авиационный полк ВВС Балтийского флота, в котором служил до последнего дня жизни (22 февраля 1944 года приказом Наркома ВМФ № 28 за мужество и героизм, проявленные в боях с немецкими захватчиками, полку было присвоено гвардейское звание и он был преобразован в 12-й гвардейский пикировочно-бомбардировочный авиационный полк ВВС Балтийского флота). Когда Давыдов прибыл в полк, он был выведен в тыл на переформировании и переобучение. Освоил самолёт Пе-2.
С июня 1942 года — в боях Великой Отечественной войны. Участвовал в битве за Ленинград, в операции «Искра», в Ленинградско-Новгородской, Выборгской, Прибалтийской и Восточно-Прусской наступательных операциях, а также в борьбе против морского судоходства противника на Балтийском море. Воевал штурманом эскадрильи.
К июню 1944 года штурман эскадрильи 12-го гвардейского пикировочно-бомбардировочного авиаполка 8-й минно-торпедной авиационной дивизии ВВС Балтийского флота гвардии капитан Сергей Давыдов совершил 101 боевой вылет. Уничтожи 2 вражеских транспорта, 2 сторожевых корабля, 2 быстроходные десантных баржи, тральщик, канонерскую лодку. Принял участие в нескольких воздушных боях, сбив 3 вражеских самолёта. Участвовал в операции по уничтожению немецкого крейсера «Ниобе», стоявшего в финском порту Котка. Кроме того, на сухопутном фронте уничтожил 10 дзотов и дотов, 30 железнодорожных вагонов, участвовал в уничтожении стратегически важного железнодорожного моста через реку Нарва.
Указом Президиума Верховного Совета СССР от 22 июля 1944 года гвардии капитан Сергей Давыдов был удостоен высокого звания Героя Советского Союза с вручением ордена Ленина и медали «Золотая Звезда» за номером 4007.
С декабря 1944 года воевал исполняющим обязанности штурмана полка и флаг-штурманом полка. Был дважды ранен. К 23 апреля 1945 года выполнил 136 боевых вылетов и к своим предыдущим победам добавил 1 потопленный лично крупный транспорт и 1 сбитый самолёт, а группы бомбардировщиков под его командованием потопили 7 боевых кораблей и 6 транспортов противника.
После войны продолжил службу в том же полку. 5 августа 1945 года С. С. Давыдов был убит в городе Пярну.

## Награды
- Герой Советского Союза (22.07.1944);
- Орден Ленина (22.07.1944);
- Четыре ордена Красного Знамени (3.09.1942, 22.05.1943, 14.03.1944, 30.04.1945);
- Орден Красной Звезды (3.11.1944)[3].

## Память
- В честь С. С. Давыдова названа улица в Камышине.
- Муниципальное бюджетное общеобразовательное учреждение средняя школа №5 городского округа - город Камышин Волгоградской области носит имя Героя Советского Союза Давыдова Сергея Степановича
- В советское время именем С. С.Давыдова была названа средняя школа в городе Пярну[3].